# Otto Hagemann (Politiker)
Otto Hagemann (* 15. April 1872 in Sprockhövel; † 11. Mai 1953) war ein deutscher Politiker, Landtagsabgeordneter (FDP) und Viehhändler.
Hagemann besuchte die Volksschule und die Rektoratsschule. Von 1910 bis 1933 war er im Gemeinderat von Niedersprockhövel und in der Amtsvertretung des Amtes Blankenstein vertreten. Dem Kreistag des Ennepe-Ruhr-Kreises gehörte er von 1928 bis 1933 an.
Vom 10. Oktober 1949 bis zum 17. Juni 1950 war Hagemann Mitglied des Landtags des Landes Nordrhein-Westfalen. Er war über die Landesliste seiner Partei nachgerückt.
1952 wurde er zum Bürgermeister der Gemeinde Niedersprockhövel gewählt, dieses Amt bekleidete er bis zu seinem Tode.
In Sprockhövel wurde die Otto-Hagemann-Straße nach ihm benannt.